# Derris tonkinensis
Derris tonkinensis är en ärtväxtart som beskrevs av François Gagnepain. Derris tonkinensis ingår i släktet Derris och familjen ärtväxter.

## Underarter
Arten delas in i följande underarter:
- D. t. compacta
- D. t. tonkinensis